# Вилијамстон (Северна Каролина)
Вилијамстон (енгл. Williamston) град је у америчкој савезној држави Северна Каролина.

## Демографија
По попису из 2010. године број становника је 5.511, што је 332 (-5,7%) становника мање него 2000. године.
| Група             | 2000.         | 2010.         |
| Белци             | 2.324 (39,8%) | 1.876 (34,0%) |
| Афроамериканци    | 3.360 (57,5%) | 3.441 (62,4%) |
| Азијати           | 27 (0,5%)     | 26 (0,5%)     |
| Хиспаноамериканци | 87 (1,5%)     | 118 (2,1%)    |
| Укупно            | 5.843         | 5.511         |